# Zakon krzyżacki

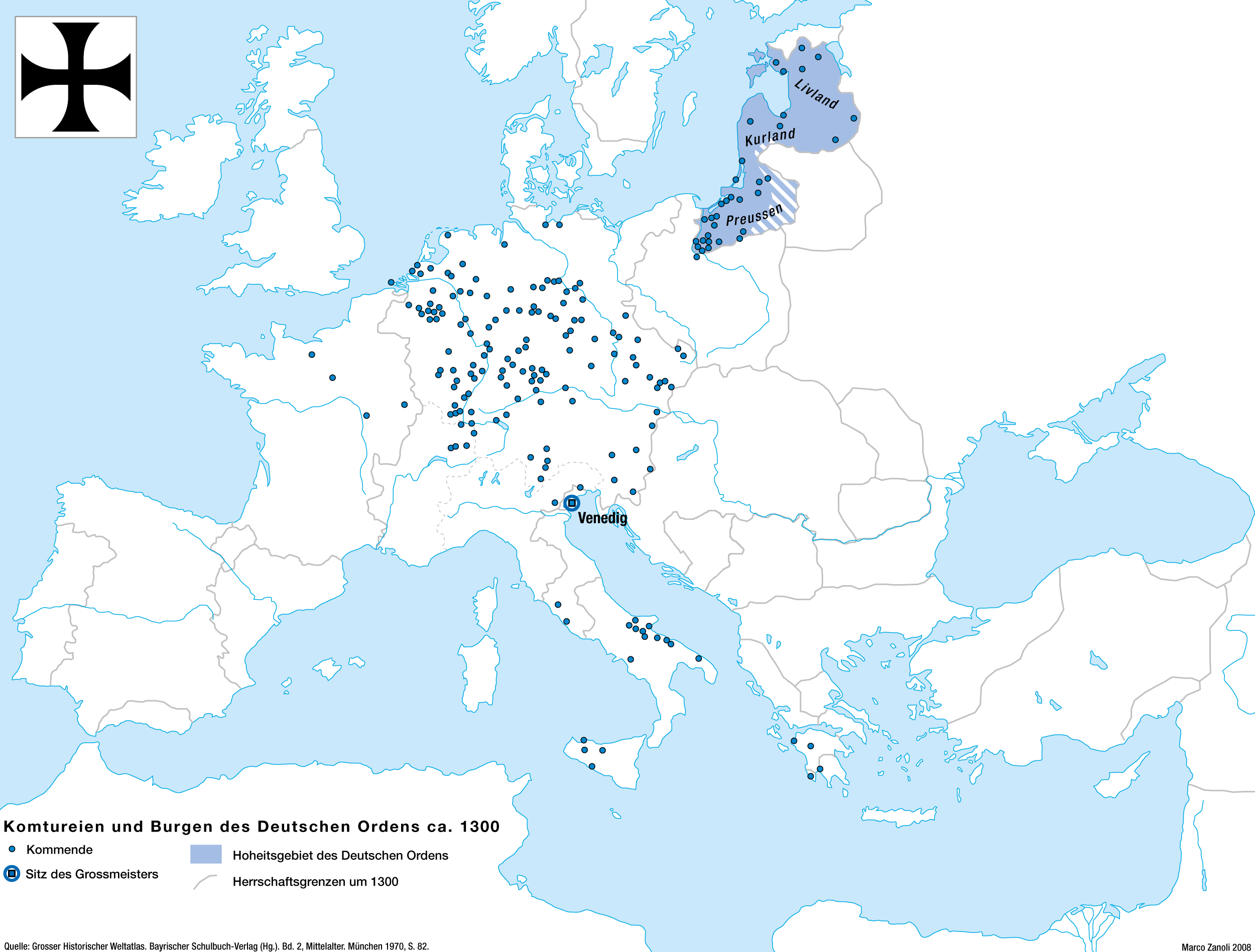
Domy zakonu krzyżackiego w Europie oraz państwo zakonne w Prusach i Inflantach około 1300 roku

Krzyż teutoński, krzyżacki – religijny symbol Zakonu

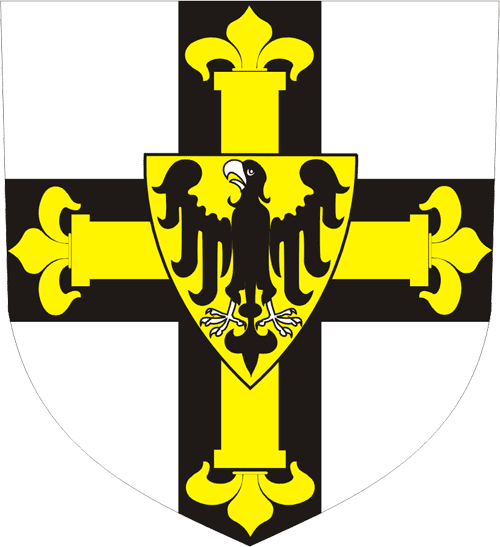
Herb wielkich mistrzów Zakonu

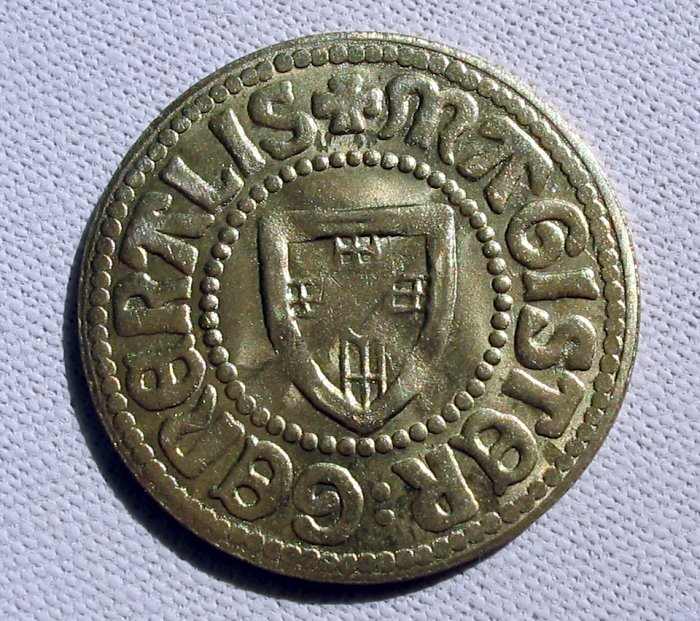
Kwartnik (rekonstrukcja) – awers z tarczą zakonną wielkiego mistrza

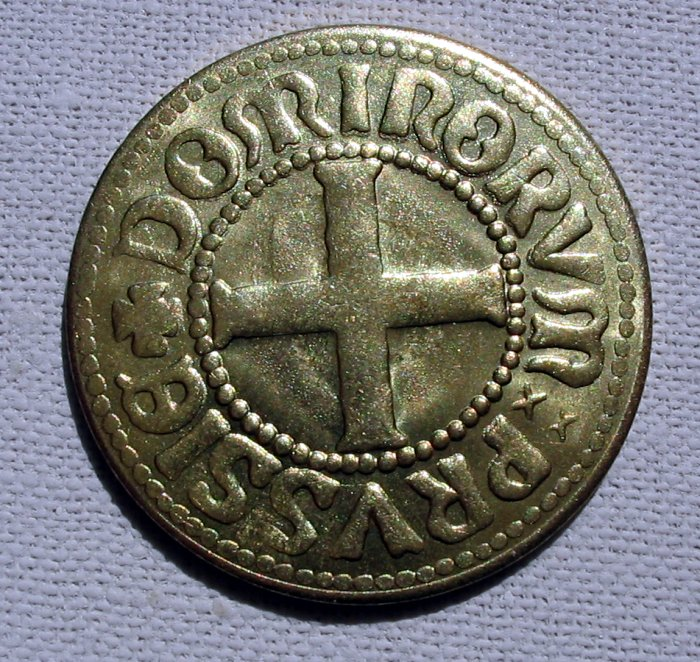
Kwartnik (rekonstrukcja) – rewers z zakonnym krzyżem równoramiennym

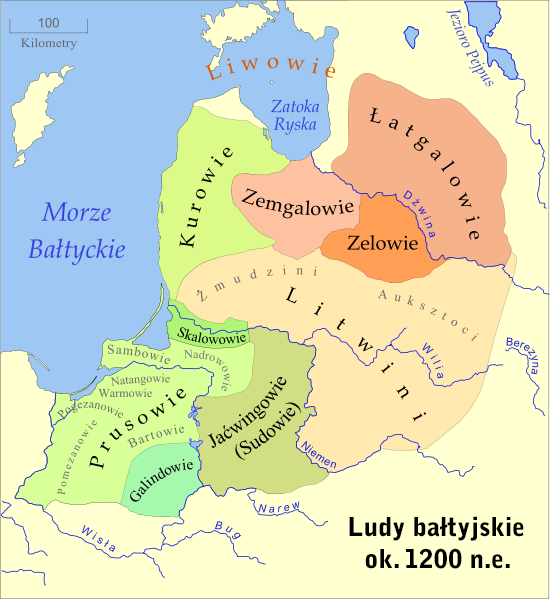
Ludy bałtyckie ok. 1200 roku

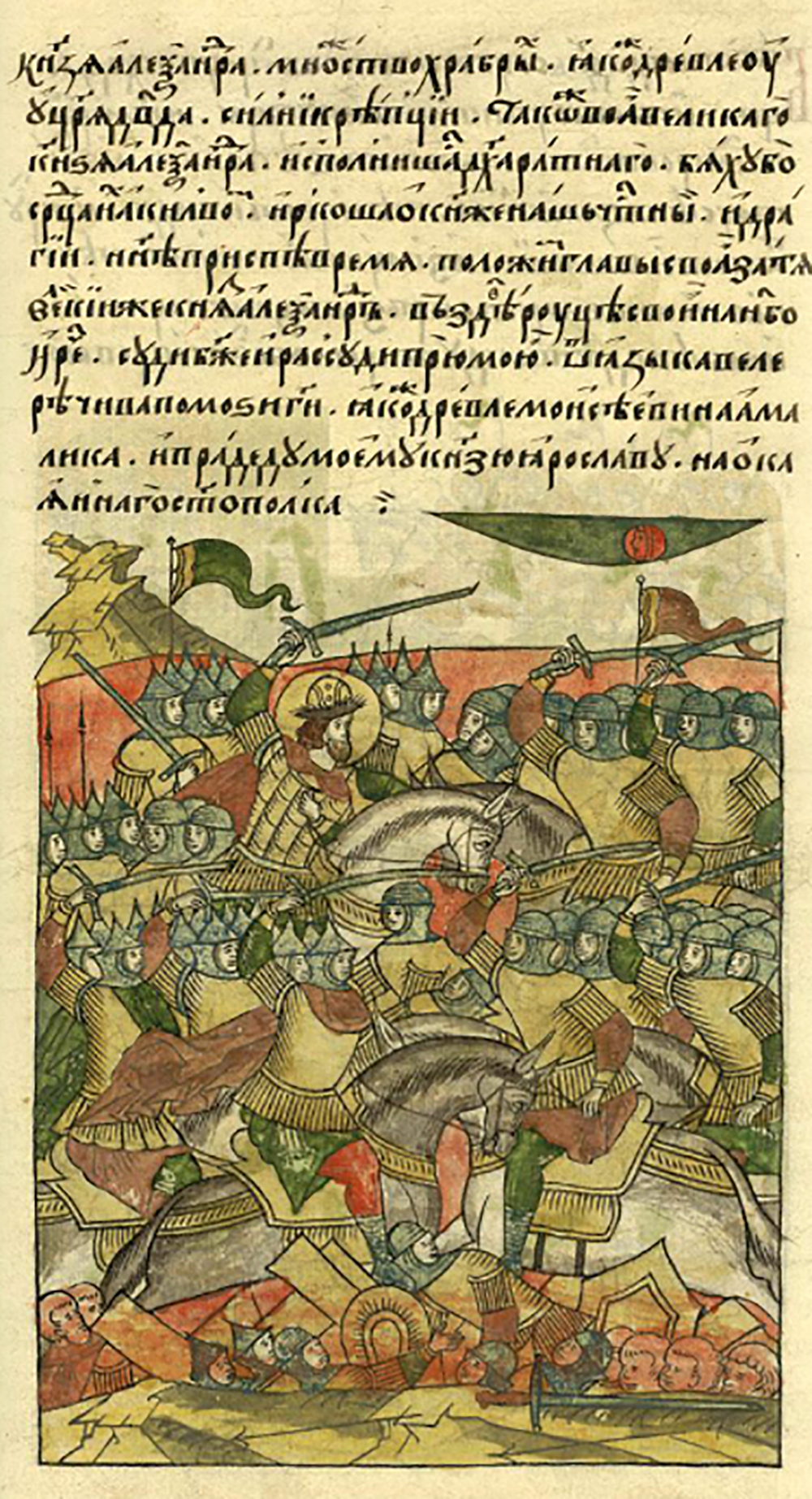
Bitwa na jeziorze Pejpus w 1242 roku

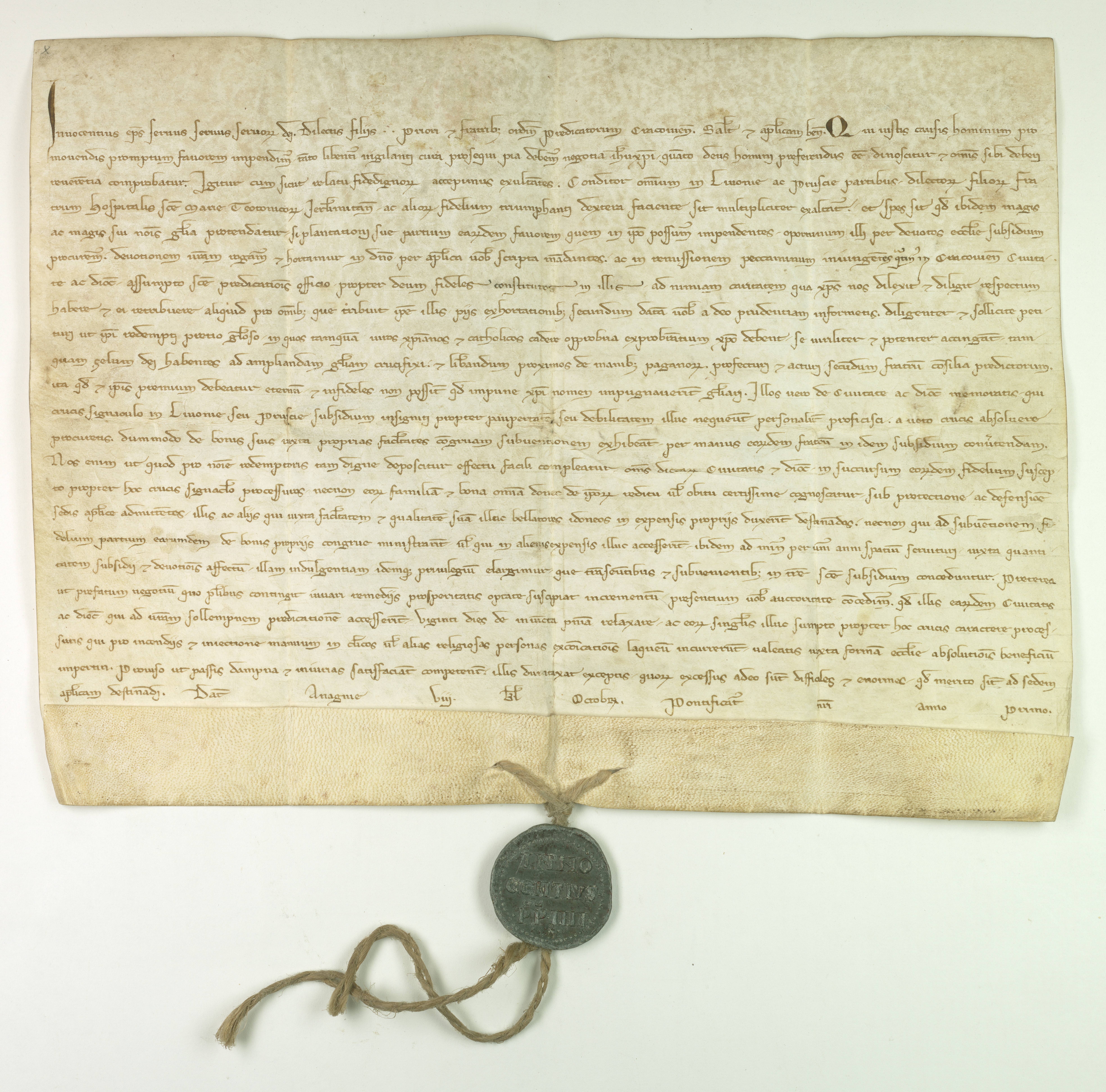
Papież Innocenty IV poleca dominikanom krakowskim głosić krucjatę do Prus i Liwonii dla wspomożenia zakonu krzyżackiego, dokument z 24 września 1243 roku

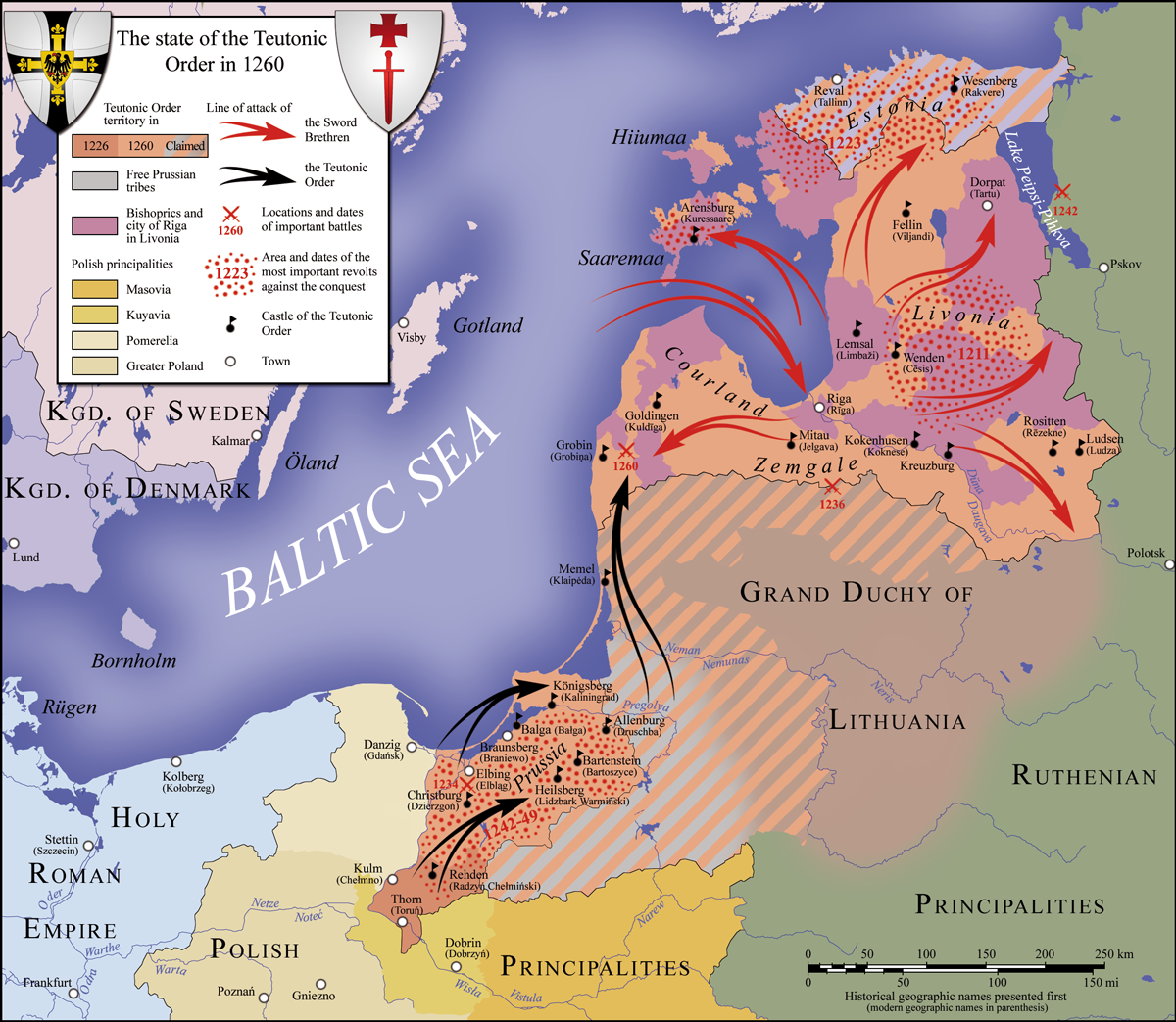
Państwo zakonu krzyżackiego w 1260 roku

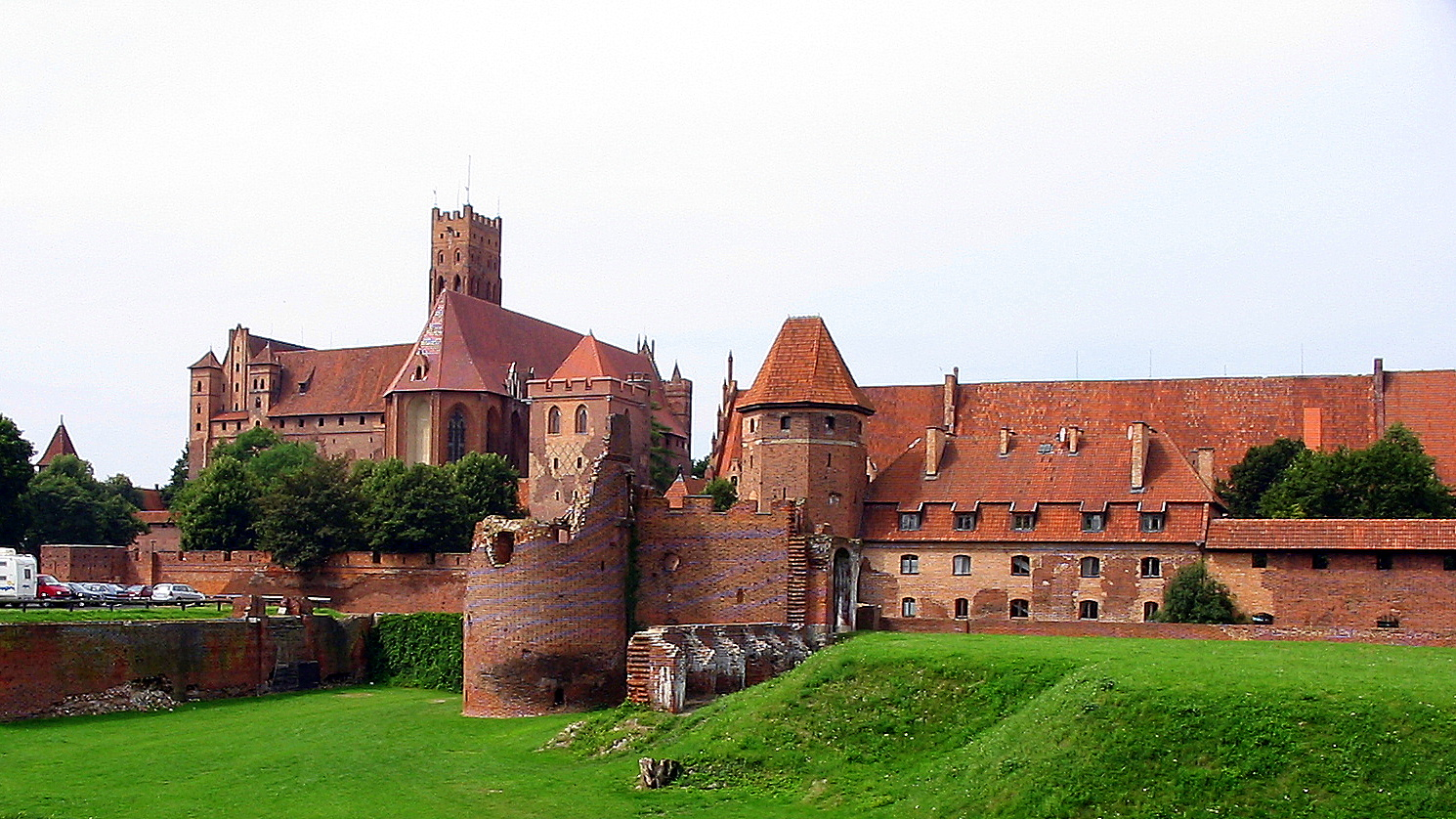
Zamek w Malborku – widok od strony wschodniej

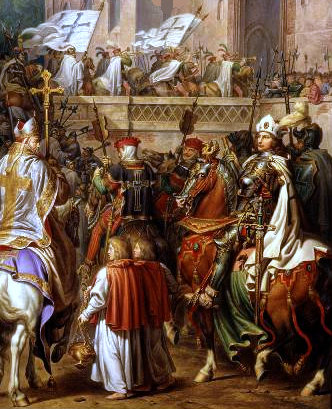
Wjazd wielkiego mistrza Siegfrieda von Feuchtwangen do zamku malborskiego, obraz pędzla Karla Wilhelma Kolbego (młodszego) z 1825 roku

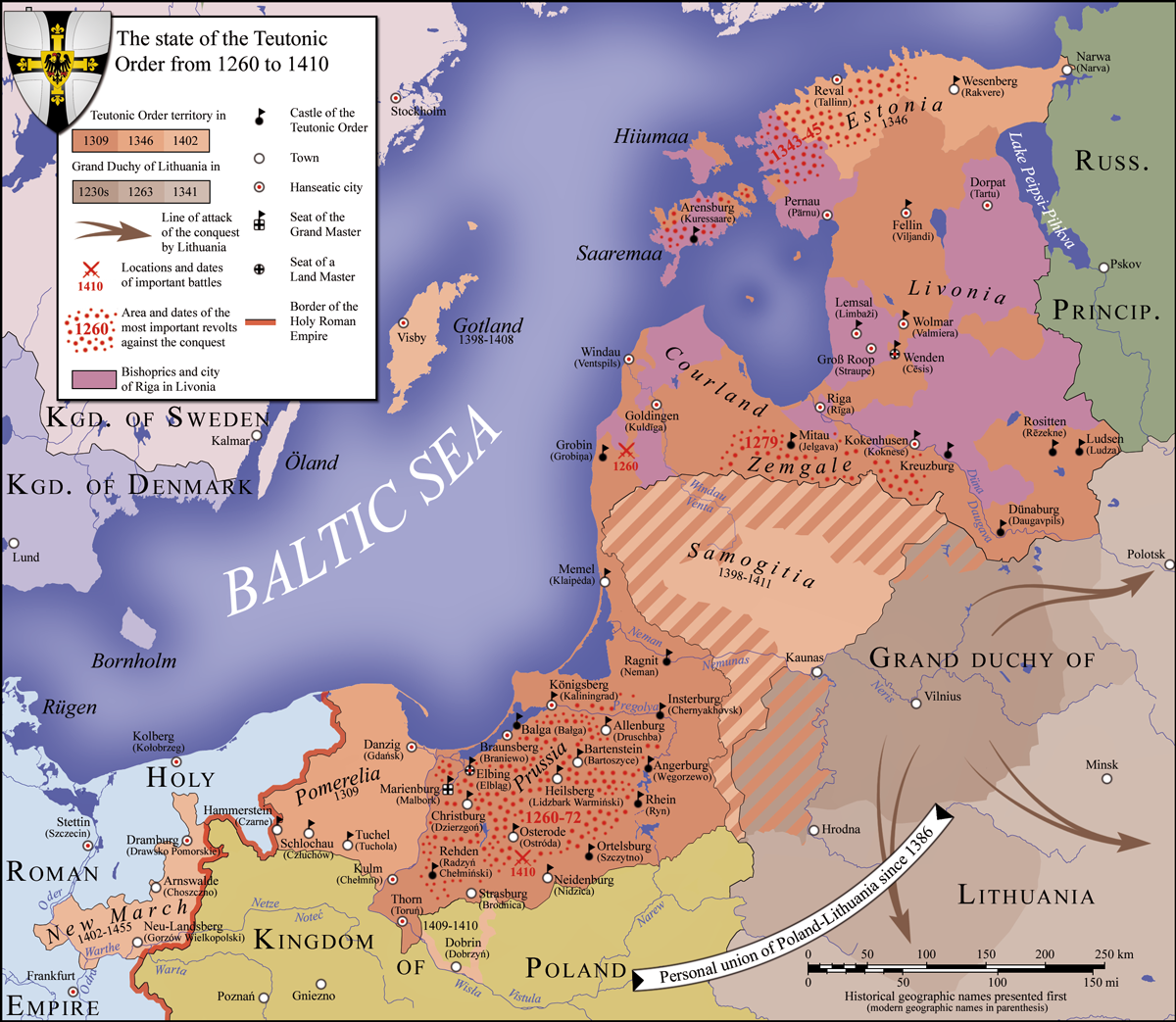
Rozwój państwa zakonu krzyżackiego w latach 1260–1410

Bitwa pod Grunwaldem (obraz Jana Matejki)

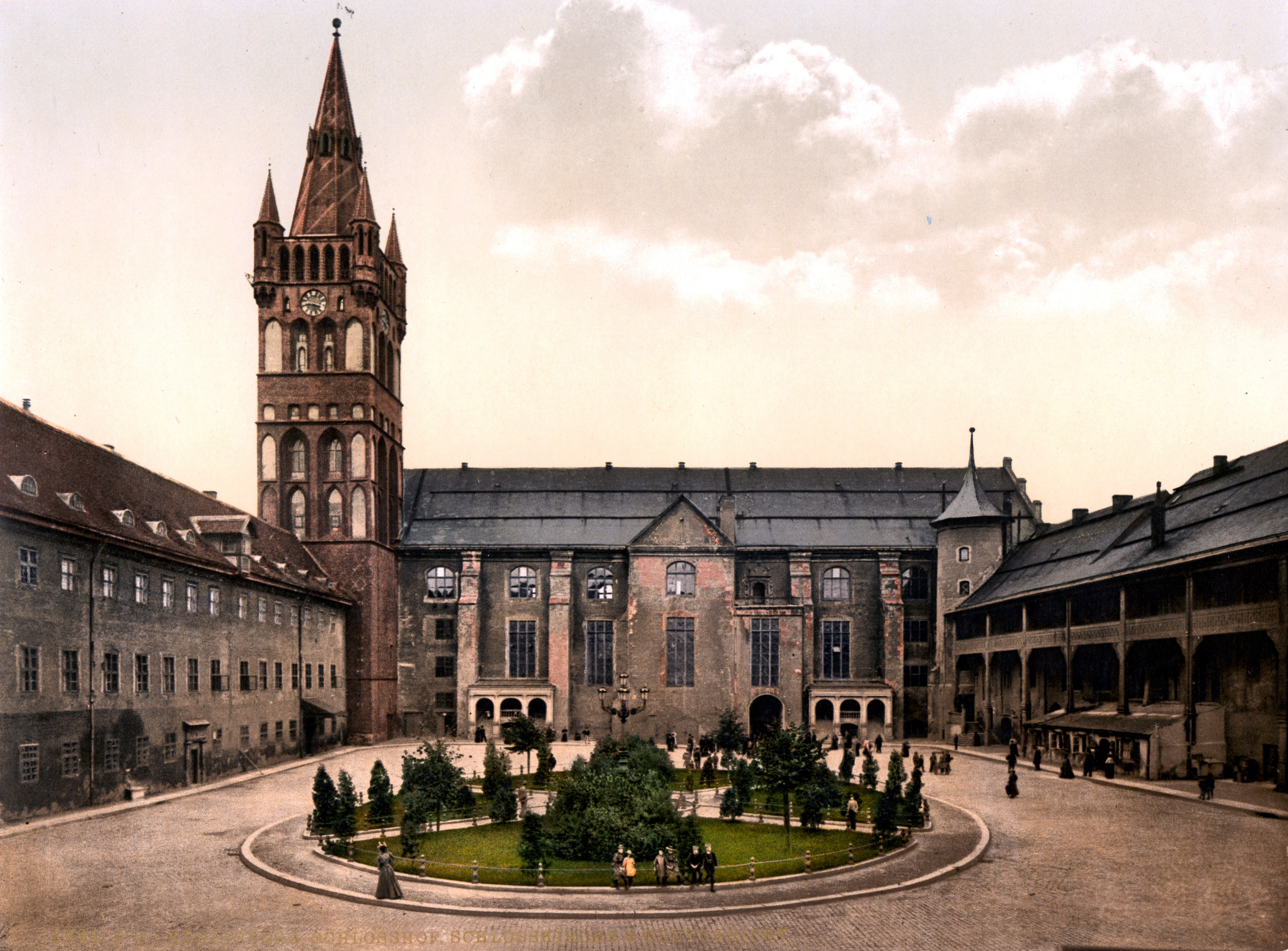
Zamek w Królewcu

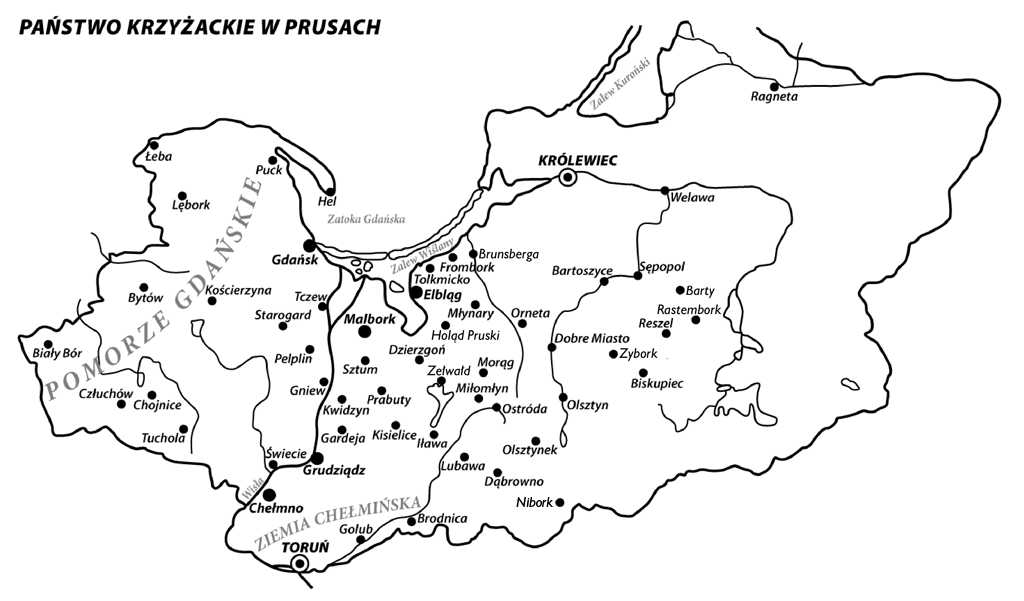
Państwo krzyżackie w Prusach w XV wieku

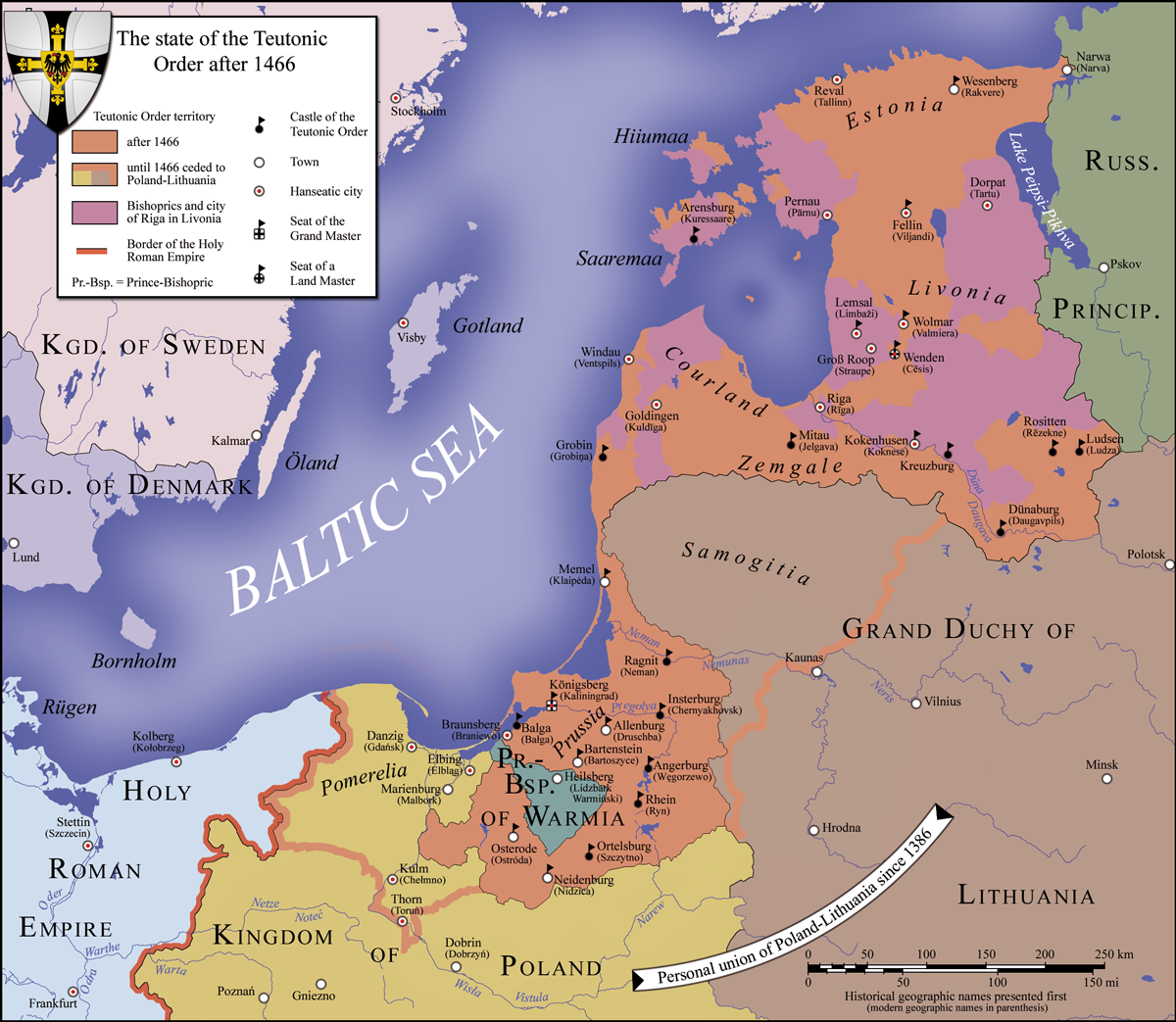
Państwo zakonu krzyżackiego w 1466 roku

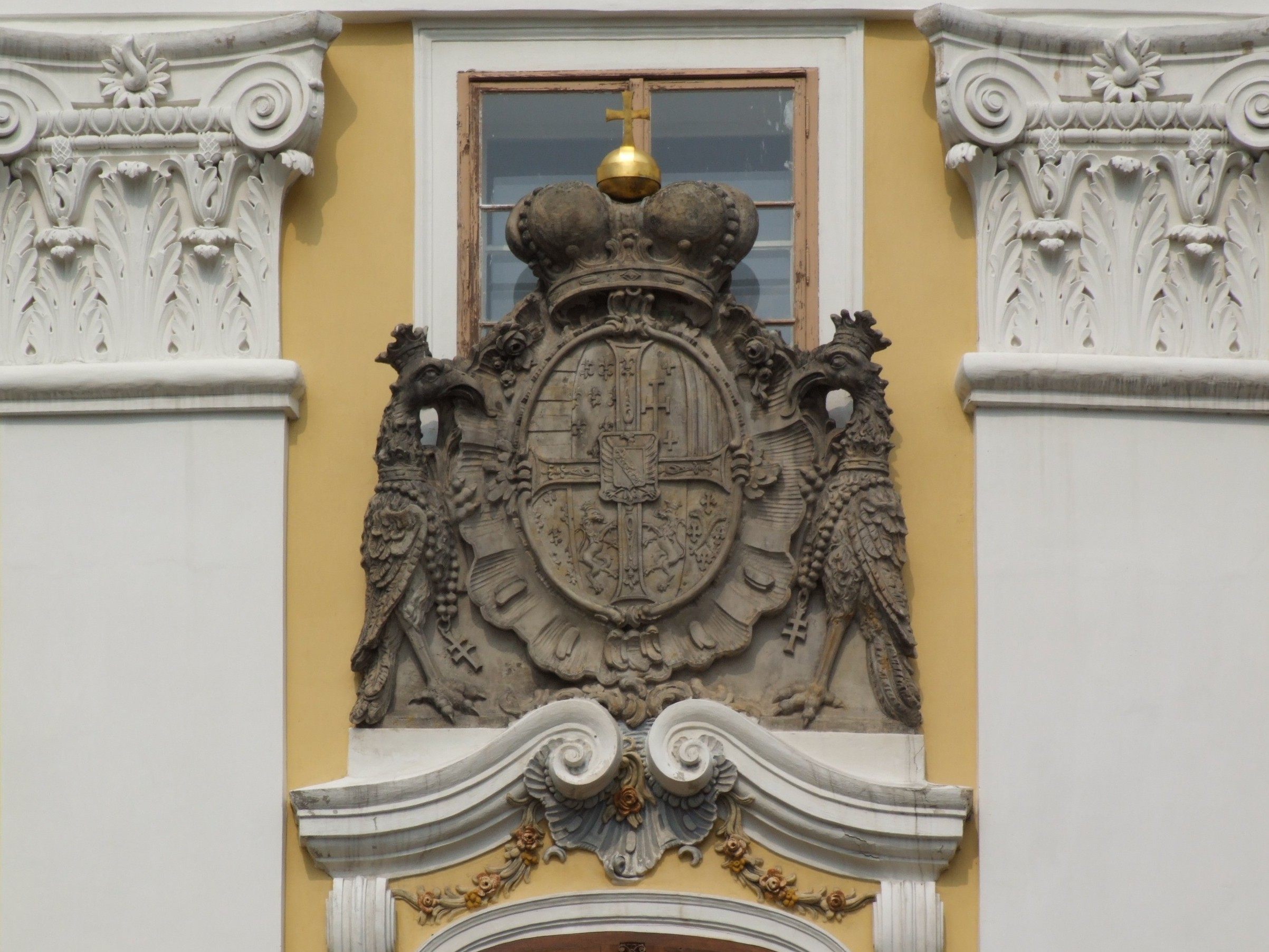
Herb wielkiego mistrza (księcia Karola Lotaryńskiego) nad bramą pałacu w Bruntalu; należącego do zakonu aż do XX wieku

Zakon Szpitala Najświętszej Marii Panny Domu Niemieckiego w Jerozolimie (łac. Ordo domus Sanctae Mariae Theutonicorum, niem. Orden der Brüder vom Deutschen Haus Sankt Mariens in Jerusalem), potocznie: zakon krzyżacki, zakon niemiecki (niem. Deutscher Orden) – jeden z trzech największych, obok joannitów i templariuszy, katolickich zakonów rycerskich, które powstały na fali krucjat w XI i XII wieku. Sprowadzony w 1226 na Mazowsze przez Konrada I, by zapewnić obronę posiadłości piastowskich przed Prusami, dokonał ich podboju i chrystianizacji, opanował militarnie obszary późniejszych Prus Wschodnich oraz dzisiejszej Łotwy i Estonii tworząc z tych ziem własne państwo. Zakon anektował także niektóre tereny Polski i Litwy.

## Struktura zakonu w dobie jego rozkwitu w Prusach
Społeczność zakonna składała się z
- braci-rycerzy,
- braci-kapłanów,
- braci-służebnych, zwanych też sariantami[4][5].

Rycerze sprawowali władzę i tworzyli kastę wyższą, kapłani spełniali swe posługi w poszczególnych konwentach zakonu, zaś służebnikami byli z reguły podoficerowie składający albo śluby wieczyste, albo okresowe na czas służby. Obok tych trzech grup braci istnieli również półbracia, czyli wszyscy słudzy i dobrodzieje zakonu. Z czasem kategorie sariantów i półbraci połączyły się z sobą. 
Rycerze nosili biały płaszcz z czarnym krzyżem. Taki płaszcz przysługiwał wyłącznie braciom-rycerzom. Pozostałe grupy nosiły zwykle szary płaszcz, ale zdarzały się też inne kolory, takie jak niebieski i zielony. 
Państwo zakonu krzyżackiego miało teokratyczną strukturę państwową, na szczycie której stał wielki mistrz, który był wybierany dożywotnio przez kapitułę generalną składającą się z mistrzów krajowych i dalszych wysokich dostojników. Władza wielkiego mistrza była niemal absolutna, aczkolwiek w kluczowych kwestiach politycznych (rozpoczynanie wojny, podpisywanie układów itd.) musiał on uzyskiwać zgodę kapituły. Członkowie kapituły rekrutowali się z ogółu rycerzy, nie byli jednak demokratycznie wybierani, lecz powoływała ich do swojego składu sama kapituła, w miarę powstawania w niej wakatu, zwykle na skutek śmierci jednego z jej członków. Kapituła wybierała najważniejszych dygnitarzy, którzy pełnili funkcję rządu zakonu:
- wielki komtur – pełniący funkcję ministra gospodarki i spraw wewnętrznych, zastępca wielkiego mistrza; funkcję tę piastował komtur malborski;
- wielki marszałek zakonu krzyżackiego – pełniący funkcję ministra wojny; funkcję tę piastował komtur królewiecki;
- wielki szpitalnik – pełniący funkcję ministra dyplomacji (a teoretycznie zajmujący się działalnością charytatywną zakonu); funkcję tę piastował komtur elbląski;
- wielki skarbnik – zajmujący się finansami zakonu;
- wielki mincerz – odpowiedzialny za opiekę nad uzbrojeniem, końmi i stanem twierdz;
- wielki szafarz – odpowiedzialny za handel; funkcję tę piastował komtur dzierzgoński;

Oprócz tych urzędów, w poszczególnych prowincjach zakonu funkcjonowali mistrzowie krajowi, którzy mieli wokół siebie lokalne kapituły i lokalnych dygnitarzy.
Podporządkowani byli im szeregowi rycerze zakonni. Rycerze ci wywodzili się wyłącznie ze szlacheckich rodzin niemieckojęzycznych. Przy przyjmowaniu zwracano uwagę na ich pochodzenie, natomiast bez znaczenia było ich wcześniejsze życie. Na mocy przywileju papieża Honoriusza III przyjęcie w poczet zakonu chroniło przed odpowiedzialnością prawną za wcześniejsze czyny we wszystkich państwach chrześcijańskich. Nic więc dziwnego, że członkami zakonu zostawali często szlachetnie urodzeni bandyci. Rycerze byli zaopatrywani w zbroję, konia i pełny rynsztunek rycerski na koszt zakonu. Na zbrojach nosili białe płaszcze z czarnym wąskim krzyżem. Wszystkie wyższe funkcje zakonne mogli pełnić wyłącznie rycerze.
Zależna od zakonu była większość ludności chłopskiej i mieszczańskiej.
Na dole hierarchii stali używani do najcięższych prac niewolnicy, którzy pochodzili z ludności podbitej lub zostali porwani w trakcie wojen.

## Historia zakonu

### Początki
Początki zakonu krzyżackiego to okres III krucjaty i oblężenia Akki w 1190 roku, w trakcie którego rycerze krzyżowi pochodzenia niemieckiego założyli przy szpitalu zorganizowanym przez mieszczan z Bremy i Lubeki nieformalne stowarzyszenie, które miało opiekować się rannymi i chorymi Niemcami. Spowodowane było to tym, że wcześniej powstałe zakony templariuszy i joannitów, mimo że powinny opiekować się wszystkimi krzyżowcami, w pierwszej kolejności troszczyły się o swoich krajan. Książę szwabski Fryderyk V przekazał owemu stowarzyszeniu niemiecki szpital przeniesiony z Jerozolimy do Akki, wymuszając jednocześnie na jego członkach złożenie ślubów czystości. Szpital miał oficjalną nazwę Szpitala Najświętszej Marii Panny przy Domu Niemieckim w Jerozolimie i od jego nazwy powstała też nazwa bractwa szpitalnego, gdy w 1191 papież Klemens III oficjalnie zatwierdził jego istnienie. Po zdobyciu Akki papież przyznał bractwu rozległe dobra wokół tego miasta i instytucja ta zaczęła szybko powiększać swoje szeregi.
Cesarz rzymski Henryk VI Hohenstauf postanowił wykorzystać bractwo do swoich celów i nadał mu kolejne ziemie w południowych Włoszech w 1197 roku (szpitale w Barletcie i Palermo), a także wyjednał u papieża Celestyna III przyznanie bractwu statusu pełnego zakonu rycerskiego, co nastąpiło ok. 1198. Poza przyznaniem nowego statusu papież zwolnił dodatkowo ziemie zakonne od dziesięciny.
Wzór stanowiły dlań wcześniej istniejące zakony joannitów i templariuszy, gromadzące rycerzy z zachodniej i południowej Europy, mające ogromne bogactwa i znaczenie polityczne. Biały płaszcz przekreślony czarnym krzyżem stał się znamieniem wyróżniającym niemieckich rycerzy-mnichów. Po śmierci Henryka VI i niepowodzeniach krucjaty, zakon zaczął przeżywać kryzys.
Ponowny rozpęd zakonowi nadał czwarty z kolei wielki mistrz zakonu Hermann von Salza, który drogą cierpliwych działań dyplomatycznych wyjednywał u papieży i cesarzy kolejne przywileje i dobra na terenie Włoch, Niemiec i Palestyny, dzięki czemu zakon stał się prawdziwą potęgą ekonomiczną i polityczną, znacznie wyprzedzając joannitów i templariuszy. Dzięki nadaniom cesarza Fryderyka II zakon posiadał liczne dobra na Sycylii, posiadłości w Brindisi, Bari, Barletcie, Palermo. W 1212 r. król Armenii podarował zakonowi twierdzę Amudain. W 1219 r. w trakcie V wyprawy krzyżowej zakonnicy mieli znaczący udział w oblężeniu Damietty. Sława ich czynów spowodowała wiele nadań w Europie. Konwenty zakonu powstały przy posiadłościach w Wenecji, Parmie, Padwie, Bolonii, Friuli. Duże donacje zakon otrzymał też w Hesji, Turyngii, Nadrenii i Frankonii. W 1228 r. zakon rozpoczął budowę zamku Montfort, a w 1229 otrzymał szpital w Jerozolimie. Oprócz licznych nadań w Akce, Antiochii, Sydonie, Trypolisie, Jafie zakon otrzymał też baronię Sydon. Wielki mistrz zyskał też szczególną przychylność Honoriusza III, który nadał krzyżakom 113 przywilejów.
Dla Hermanna von Salza było to jednak za mało. Jego ambicją było stworzenie niezależnego państwa zakonnego. Zdawał sobie sprawę, że zdobycze na terenie Palestyny są nietrwałe i starał się znaleźć zakonowi nowe lokum. Najpierw był to południowo-wschodni Siedmiogród, gdzie król węgierski Andrzej II zaprosił zakon dla obrony swoich wschodnich rubieży przed koczowniczymi plemionami Kumanów. W 1212 (lub 1211) roku król nadał im ziemię Borsa w formie uposażenia (beneficjum). Krzyżacy budowali tam zamki oraz sprowadzali niemieckich osadników. Jeden z nich nazwali Marienburg (dziś Feldioara w Rumunii). W 1224 r. Krzyżacy podjęli próbę uwolnienia się spod zależności lennej od króla Węgier i przekazania dzierżawionych dóbr – jako lenno – papiestwu. W 1225 r. zostali za to wygnani przez króla, którego poparł episkopat węgierski.

### Działalność na ziemi chełmińskiej, michałowskiej i w Prusach
Na początku XIII wieku, w latach 1222–1223 książęta: Władysław Odonic (Wielkopolska), Konrad mazowiecki, Mściwój I (książę gdański), Leszek Biały (książę krakowski) i Henryk Brodaty (książę śląski) prowadzili siłową akcję chrystianizacyjną na terenach Prus. Akcję prowadził też opat zakonu cystersów w Łeknie i zakon rycerski braci dobrzyńskich, powołany w tym celu przez księcia Konrada. Akcje nie przyniosły jednak spodziewanych efektów. Wielkie zaangażowanie w siłową chrystianizację Prus książąt polskich – Konrada mazowieckiego i Henryka Brodatego, inspirowane było przez papieża Honoriusza III, który chciał założyć w Prusach państwo kościelne. Cel ten chciał osiągnąć z pomocą cystersów i księcia gdańskiego Świętopełka, popierając go w jego dążeniach uniezależnienia się od Polski.
W 1226 Konrad mazowiecki zaprosił, za namową Jadwigi Śląskiej, zakon na swoje ziemie, przyznając mu w dzierżawę ziemię chełmińską oraz ziemię michałowską. Pomimo tego Konrad zachował całość swoich prerogatyw książęcych. Ziemia chełmińska i michałowska miała stanowić dla zakonu bazę do rozpoczęcia walk z plemionami Prusów, które zagrażały północnym rubieżom Mazowsza. Jednocześnie zakon jako wykrystalizowana już organizacja rycerska niezależna od biskupa pruskiego Chrystiana stanowił dla tego ostatniego poważną konkurencję. Późniejsze porozumienia Chrystiana z krzyżakami nie oznaczały poddania się tych ostatnich jego woli. Wręcz przeciwnie, zakon z pomocą zwłaszcza legata papieskiego Wilhelma z Modeny podważał stanowisko biskupa pruskiego, aż w końcu udało mu się przejąć kontrolę nad misją w Prusach, Chrystianowi pozostawiając tylko jedno z trzech biskupstw utworzonych na terenie Prus, które miał sobie wybrać (czego nie zdążył już zrobić, gdyż nagle zmarł).
W 1234 r. współpracę Konrada mazowieckiego z krzyżakami zakłócił poważnie najazd zaproszonego przez nich do walki z Prusami margrabiego Miśni Henryka, który napadł na stolicę księstwa mazowieckiego Płock i spalił tamtejszą katedrę. Postawiło to w bardzo niekorzystnym położeniu zakon, który po wcieleniu braci dobrzyńskich nieopatrznie przejął bez zgody Konrada przekazaną tym ostatnim ziemię dobrzyńską. Zaostrzyło to reakcję Konrada, który odebrał zakonowi wszystkie nadane ziemie. Dlatego krzyżacy postarali się u cesarza Fryderyka II, aby wydał im w 1235 roku tzw. „Złotą Bullę” (antydatowaną na 1226 r.), która potwierdzała nadanie Krzyżakom ziemi chełmińskiej oraz michałowskiej, jednak nie jako lenna Konrada mazowieckiego, ale jako suwerennych właścicieli dzielnicy. Złota Bulla dostarczyła argumentów legatowi papieskiemu, które pozwoliły na obronę zakonu w sporze z Konradem mazowieckim. Dzięki temu udało się legatowi papieskiemu – Wilhelmowi z Modeny doprowadzić w dniu 19 października 1235 r. do zawarcia ugody Konrada z władzami zakonu. Zgodnie z jej treścią Konrad powtórnie przekazał krzyżakom ziemię chełmińską, michałowską i okręg nieszawski, natomiast zakon zwrócił Konradowi ziemię dobrzyńską.
Sprowadzeni krzyżacy wygrali rywalizację z cystersami o misję w Prusach, a książęta polscy razem z krzyżakami w 1242 r. zawarli układ o podziale Pomorza Gdańskiego i rozpoczęli wojnę zwaną piętnastoletnią, która jednak Polsce nie przyniosła odzyskania wpływów na Pomorzu.
Oprócz napływu kolejnych braci, zakon uzyskał także wsparcie papieża – wyprawy przeciw Prusom zyskały rangę krucjat, w których brali udział także polscy książęta. W 1235 r. do Krzyżaków przyłączyli się bracia dobrzyńscy, a w 1237 r. zakon kawalerów mieczowych zawarł z nimi sojusz polityczno-militarny, będący unią tych dwóch zakonów.

#### I etap podboju Prus
Od 1230 do 1249 r. zakon, dzięki stale napływającemu wsparciu i posiłkom przysyłanym przez Fryderyka II, zdołał całkowicie zająć i spacyfikować dawne tereny Prusów aż do rzeki Pasłęki (Pomezania, czyli Prusy Górne). System walki Krzyżaków polegał na stopniowym eliminowaniu rozproszonych gniazd oporu Prusów i umacnianiu dopiero co zdobytej władzy terrorem prowadzonym z systemu błyskawicznie budowanych fortyfikacji.
Podbijanie Pomezanii spowodowało wybuch I powstania Prusów, których poparł książę pomorski Świętopełk, wypowiadając wojnę krzyżakom w 1242 r. W związku z porwaniem przez zakonników jego syna Mściwoja, książę Świętopełk podpisał pokój na Kowalowym Ostrowie w 1248 r., na mocy którego m.in. utracił na rzecz krzyżaków gród Zantyr i Pień oraz prawo pobierania od nich cła. Zdecydowało to o klęsce powstania i zmusiło Prusów do podpisania w 1249 r. układu w Dzierzgoniu. Prusowie uznali władzę zwierzchnią zakonu i przenieśli się według jego postanowień za Pasłękę. Świeżo zdobyte tereny zakonne zostały skolonizowane przez chłopów sprowadzanych z Mazowsza, Czech i Niemiec.

#### II etap podboju Prus
Drugi etap podboju Prusów zaczął się po zawartym z nimi w 1249 roku układzie w Dzierzgoniu. Następnie zakon podjął jednorazową kampanię zdobycia Dolnych Prus i Sambii, co było możliwe dzięki wsparciu króla Czech Ottokara II. Do wczesnych lat 50. XIII w. próby podboju położonej w północnych Prusach Sambii, kończyły się niepowodzeniem, a Sambowie okazali się najtwardszym przeciwnikiem chrześcijańskich najeźdźców. Aby to plemię ostatecznie pokonać, zimą 1254/55 r. została przedsięwzięta krucjata pod wodzą Ottokara II. W jej wyniku krzyżacy zmusili Sambów do poddania się. Przed powrotem do Czech król Ottokar pozostawił darowiznę na założenie zamku nad Pregołą dla zabezpieczenia zdobyczy, dlatego na cześć tego króla główna siedziba zakonu w Dolnych Prusach została nazwana Królewcem.
W 1260 r. wybuchło dobrze zorganizowane II powstanie Prusów pod wodzą Herkusa Monte, które niemal zakończyło się sukcesem. Państwo zakonne na początku powstania stanęło na krawędzi przepaści. Jedynie zamki w Królewcu, Elblągu i Bałdze oraz kilka miejscowości w ziemi chełmińskiej zdołały oprzeć się pierwszemu natarciu. W północnych częściach kraju zakon musiał do późnych lat 70. XIII w. walczyć ze zbuntowanymi pruskimi plemionami. Jednak ponowne, szybkie wsparcie cesarza rzymskiego dla zakonu oraz sprawdzona technika budowania twierdz i stosowanie terroru spowodowały, że w 1283 r. powstanie upadło. Przywódca został pojmany przez krzyżaków i powieszony, a sami Prusowie wycięci w pień lub zamienieni w niewolników.
W trakcie walk powstała na terenie Prus świetnie zorganizowana sieć zamków i twierdz, wokół których zaczęły powstawać rolniczo-leśne latyfundia zarządzane przez rycerzy zakonnych.

#### Ekspansja na ziemie litewskie
Już w trakcie zmagań z Prusami dochodziło do starć wojsk zakonnych i litewskich. Po zdławieniu powstania pruskiego nastąpiła eskalacja konfliktu. W latach 1283–1325 krzyżacy 75 razy wtargnęli na Żmudź, Litwę i Ruś Czarną. Litwini odpowiedzieli 44 atakami na ziemie zakonu w Prusach i Inflantach. W wyniku konfliktu pogranicze żmudzkie uległo wyludnieniu, ale Żmudzi nie udało się krzyżakom zdobyć.

#### Ekspansja na ziemie polskie
„Wiadomo, że trzy krzyże są i o trzech barwach.

Różne; tych, co je noszą, też rodzaje trzy:

Jest czerwony, ten słusznie zwie się Jezusowym,

Albowiem tak Jezusa zabarwił się krwią.

Jest biały, odpowiedni zbójcy z prawej strony,

Którego zbrodnie kilka odkupiło słów.

Jest w końcu czarny, zbója z strony lewej; ten to

Zdradziecki Zakon uznał – jak słusznie! – za swój”.

Andrzej Krzycki – satyra „Na Zakon Krzyżacki” 1520

W 1308 Władysław Łokietek wezwał na pomoc Krzyżaków w celu odparcia ataku Brandenburczyków na Pomorze Gdańskie. Ci pomocy udzielili, ale Pomorza i Gdańska nie opuścili. Po wymordowaniu polskiej załogi w mieście zajęli także kolejne grody pomorskie i odkupili od Brandenburczyków prawa do Pomorza.
W związku z tym król w 1319 interweniował u papieża. Proces sprawie zagarnięcia Pomorza odbył się w Brześciu oraz Inowrocławiu i zakończył się 10 lutego 1321 wyrokiem, który nakazywał zakonowi krzyżackiemu przekazanie Pomorza i zapłatę 30 000 grzywien królowi polskiemu. Krzyżacy złożyli apelację i sprawa uległa zawieszeniu.
Wkrótce zakon sprzymierzył się z księciem Janem Luksemburskim oraz władcą Meklemburgii i w 1327 roku zajął Ziemię Dobrzyńską, a następnie zaatakował Kujawy oraz Wielkopolskę, przeprowadzając wiele łupieżczych najazdów, terroryzując mieszkańców, paląc wsie i mordując ludność. W jednym tylko 1331 roku zakon krzyżacki przeprowadził trzy kampanie wojenne przeciwko Polsce niszcząc między innymi Bydgoszcz, Gniezno, Żnin, Środę, Konin. Wtedy stoczono w 1331 r. nierozstrzygniętą bitwę pod Płowcami, która, mimo że nie zmusiła zakonu do przekazania Pomorza, obaliła mit o niezwyciężonych Krzyżakach. W trakcie kampanii w 1331 roku atakujące od południa wojska Jana Luksemburskiego nie zdołały zdobyć Poznania i zawróciły z powrotem do Czech. Podczas kolejnej kampanii w 1332 roku zakon krzyżacki podbił i okupował trwale Kujawy.
Działania dyplomatyczne Kazimierza Wielkiego rozbijające w czasie zjazdu w Wyszehradzie w 1335 r. sojusz Krzyżaków z Czechami (i pozywając ich przed polubowny sąd papieski w Warszawie w 1339 r.), chcąc też zająć tereny Rusi Czerwonej doprowadziły do podpisania pokoju w Kaliszu w 1343 r., w którym zakon zwrócił Kujawy i ziemię dobrzyńską, zaś jako „jałmużnę” zatrzymywał Pomorze, ziemię chełmińską i michałowską. Pomimo trzech kolejnych wyroków sądu papieskiego, nakazujących przekazanie Pomorza, zakon nie przekazał nigdy dobrowolnie zasądzonych terytoriów.
Pokój w Kaliszu doprowadził do zaprzestania ataków Zakonu na Polskę, który skierował swoją ekspansję przeciw Litwie, zajmując częściowo Żmudź.
W 1386 r. litewski książę Jagiełło poślubił polską królową Jadwigę, córkę Ludwika Węgierskiego, i przeszedł na chrześcijaństwo. Powstała w ten sposób unia polsko-litewska była potężnym przeciwnikiem dla państwa zakonu krzyżackiego. Zakon krzyżacki nie uznał chrystianizacji Litwy i w dalszym ciągu prowadził swoje krucjaty przeciwko niej. Wielkiemu mistrzowi Konradowi von Jungingen udało się na drodze dyplomacji zabezpieczyć i rozwinąć silną pozycję Zakonu. Zdobył na zachodzie Nową Marchię (1402 r.) i Żmudź na północy, tworząc lądowe połączenie między posiadłościami Zakonu w Inflantach i Prusach. Z krótkotrwałym zajęciem Gotlandii (1398–1409) państwo zakonu krzyżackiego osiągnęło swoją największą rozległość terytorialną.
Jagiełło w czasie rządów jego następcy Ulricha von Jungingen (1407–1410) musiał zmierzyć się ponownie z kwestią okupacji Żmudzi i ciągłymi walkami podjazdowymi na Kujawach i na Litwie prowadzonymi przez zakon. W związku z tym wybuchła tzw. Wielka wojna (1409–1411), której kulminacyjnym momentem była bitwa pod Grunwaldem.
Wojnę zakończył pokój w Toruniu (1411), który mimo zwycięskiej kampanii wojskowej, był wymuszony na Jagielle ogólną sytuacją polityczną Polski, gdyż w obronie zakonu stanęła koalicja władców z dynastii Luksemburskiej – Jana, ks. zgorzeleckiego, Wacława, króla Czech oraz króla Węgier Zygmunta. Pokój ten nie przyznał Polsce ani Pomorza Gdańskiego ani ziemi chełmińskiej, zmusił jednak zakon do zaprzestania ataków na Litwę i Polskę. Zakon zaczął od tego czasu tracić na sile, a jego sytuacja ekonomiczna pogorszyła się na skutek blokady wymiany handlowej prowadzonej przez Polskę i Litwę.
Do kolejnej wojny doszło w 1431 roku z powodu zawarcia przez Zakon sojuszu z buntującym się przeciw Polsce Świdrygiełłą (wojna łucka), co oznaczało zaangażowanie się Zakonu w podejmowane przez Zygmunta Luksemburskiego próby rozbicia unii polsko-litewskiej.
Rozwój miast Pomorza i Prus uzależniony był od dostępu towarów z Polski, jednak krzyżackie bariery celne i ucisk podatkowy hamował wymianę handlową, w związku z czym zwierzchnictwo Zakonu stawało się dla mieszczan i drobnej szlachty coraz mniej korzystne. W efekcie 6 lutego 1454 wybuchło wewnątrz państwa zakonnego powstanie mieszczan miast pruskich, które wsparł król Kazimierz Jagiellończyk. W wyniku tego wybuchła długa i kosztowna wojna prowadzona ze zmiennym powodzeniem przez obie strony, ale w efekcie zwycięska dla Królestwa Polskiego.
Wojnę zakończyło podpisanie II pokoju toruńskiego (1466), w którym Polska zdobyła Pomorze Gdańskie, ziemię chełmińską i michałowską, a także część Warmii łącznie ze stolicą zakonu – Malborkiem. Oprócz tego wielki mistrz zgodził się być lennikiem króla Polski i przeniósł swoją stolicę do Królewca.

### Upadek państwa zakonnego w Prusach
Od 1501 wielcy mistrzowie krzyżaccy odmawiali składania hołdu lennego władcom Polski, co stało się powodem wojny polsko-krzyżackiej 1519-1521. Po przegranej wojnie, zmuszony przez koneksje rodzinne oraz dla zachowania pokoju wewnętrznego, wielki mistrz zakonu Albrecht Hohenzollern przeszedł na luteranizm, co położyło kres istnieniu państwa zakonnego. Państwo zarządzane przez Albrechta, mimo że wciąż dość silne militarnie, znalazło się w próżni politycznej, co wykorzystał jego wuj, król polski Zygmunt I Stary i zmusił go do hołdu lennego w 1525, jako wieczystego lennika Królestwa Polskiego.

### Inflancka gałąź zakonu krzyżackiego
Inflanty, dzisiejsza Łotwa i Estonia, zostały objęte w posiadanie przez chrześcijańskich najeźdźców już jedną generację wcześniej niż Prusy. Dla zabezpieczenia kraju ryski biskup Albert (1199–1229) założył składający się z niemieckich rycerzy zakon kawalerów mieczowych (Fratres miliciae Christi de Livonia). Kiedy kawalerowie mieczowi w 1236 r. podczas wyprawy wojennej na Litwę ponieśli druzgocącą klęskę, zakon krzyżacki wykorzystał odpowiedni moment dla dokonania ekspansji na północ. Połączył się w 1237 r. z zakonem kawalerów mieczowych i przejął jego inflanckie posiadłości. Zakon krzyżacki zwiększył więc zdecydowanie zakres swojej władzy i w ten sposób mógł w XIV w. panować prawie nad całym wybrzeżem Bałtyku, od Gdańska po Narwę.
W szczytowym momencie swojego rozwoju zakon kawalerów mieczowych liczył do 180 braci-rycerzy. 5 kwietnia 1242 książę nowogrodzki Aleksander Newski zadał im ciężką klęskę w bitwie na zamarzniętym jeziorze Pejpus. Przegrana zaprzepaściła próbę skierowania ekspansji zakonu na ziemie ruskie.
W latach 1288–1290 udało im się podbić północnych Bałtów: Kurów, Zemgalów, Łatgalów i fińskich Liwów. W 1346 r. zakon wykupił Estonię od króla duńskiego Waldemara IV Atterdaga.
Dążenie zjednoczonych zakonów do trwałego połączenia swych ziem przez podbicie Żmudzi doprowadziło do kolejnych wojen z Litwą, a w konsekwencji do sojuszu polsko-litewskiego i osadzenia Jagiellonów na polskim tronie. Mistrz krajowy Inflant Konrad von Vietinghoff kontynuował wojny z Pskowem w związku z czym zawarł rozejm z wielkim księciem Witoldem. W wyniku tego wojska inflanckiej gałęzi Zakonu krzyżackiego nie wzięły udziału w bitwie pod Grunwaldem.  
1 września 1435 roku wojska polsko-litewskie pod dowództwem Jakuba z Kobylan dokonały pogromu oddziałów inflanckiej gałęzi zakonu krzyżackiego w bitwie pod Wiłkomierzem, w której zginął mistrz krajowy Franke von Kerskorff i elita zakonu.
W 1554 inflancka gałąź zakonu krzyżackiego podpisała upokarzający pokój z Wielkim Księstwem Moskiewskim, na mocy którego wyrzekł się związków z Polską i Litwą, zobowiązując się płacić państwu moskiewskiemu trybut z miasta Dorpat.
W obawie przed interwencją moskiewską kawalerowie mieczowi uwięzili arcybiskupa ryskiego Wilhelma, który był zwolennikiem sekularyzacji Inflant i uzależnienia ich na wzór Prus do państwa polsko-litewskiego.
Król Polski Zygmunt II August wystąpił jako protektor arcybiskupstwa ryskiego i zagroził inflanckiej gałęzi zakonu krzyżackiego interwencją zbrojną. W obozie pod Poswolem zgromadził we wrześniu 1557 26 tysięcy żołnierzy i 56 armat wojska litewskiego pod dowództwem hetmana wielkiego litewskiego Mikołaja Radziwiłła Rudego i 20 tysięcy wojsk polskich dowodzonych przez Jana Mieleckiego. Demonstracja zbrojna wywołała spodziewane wrażenie na rycerzach inflanckich tak, że 14 września wielki mistrz Johann Wilhelm von Fürstenberg złożył homagium Zygmuntowi Augustowi i podpisał sojusz skierowany przeciwko Moskwie.
Car Iwan IV Groźny potraktował to jako casus belli i rozpoczął mobilizację swoich armii.
Wkroczenie wojsk moskiewskich do Inflant rozpoczęło wojnę litewsko-rosyjską 1558–1570.
Sekularyzowany w 1561 r. przez ostatniego mistrza Gottharda Kettlera – który przeszedł na luteranizm i utworzył w południowej części posiadłości zakonnych pod berłem własnej dynastii, Kettlerów świeckie Księstwo Kurlandii i Semigalii – lenno Rzeczypospolitej Obojga Narodów.
W wyniku wojny północnej pozostała część ziem zakonu została włączona do Rzeczypospolitej jako wspólna domena Korony i Litwy, północna część Estonii przypadła Duńczykom.
Strój zakonny kawalerów mieczowych był koloru białego, a symbolem był czerwony krzyż nad czerwonym mieczem z rękojeścią skierowaną do góry, choć znane są też przedstawienia dwóch czerwonych skrzyżowanych mieczy z czerwoną gwiazdą nad nimi lub bez niej.

### Od upadku państwa aż doXXI stulecia

#### Sekularyzacja i związek z Habsburgami
Zakon krzyżacki, w odróżnieniu od zakonu templariuszy, nigdy nie został oficjalnie rozwiązany przez papieży. Po hołdzie pruskim i sekularyzacji Inflant (Łotwa i Estonia) ostały się głównie domy zakonne na terenie Rzeszy Niemieckiej, gdyż tam znajdowały się najliczniejsze baliwaty. Siedziba wielkich i niemieckich mistrzów została przeniesiona do zamku Mergentheim w Wirtembergii. W związku z przejściem części braci na luteranizm i kalwinizm zakon stał się wspólnotą trzech wyznań – przy czym jednak każdy wielki mistrz musiał być wyznania katolickiego.
W 1801 r. Napoleon I zatwierdził utratę przez zakon posiadłości na lewym brzegu Renu. Po klęsce Austrii w wyniku postanowień układu podpisanego w Bratysławie (26 grudnia 1805 r.) Napoleon pozostawił cały zakon i jego dobra do dyspozycji Habsburgów, zaś w 1809 r. rozwiązał zakon w krajach Związku Reńskiego. Wielki mistrz Antoni Wiktor Habsburg przeniósł siedzibę zakonu do Wiednia. W wyniku tych zmian zakon zatracił ekumeniczny charakter i stał się wyłącznie zgromadzeniem katolickim. W 1834 r. cesarz przywrócił samodzielność zakonowi.
W XIX wieku zakon powrócił do działalności charytatywnej i szpitalnej. Głównymi reformatorami zgromadzenia byli wielki mistrz arcyksiążę Maksymilian Józef von Österreich-Este oraz krzyżacki ksiądz Peter Rigler. Członkowie zakonu pełnili służbę sanitarną i obsługiwali szpitale polowe w armii austriackiej. Odnowienie instytucji sióstr zakonnych nastąpiło w 1841 r., kiedy to przeszły do zgromadzenia trzy siostry i zamieszkały w zamku Lanegg w Lanie koło Merano (Południowy Tyrol). W 1929 r. zakon zrezygnował z charakteru rycerskiego – żyjący jeszcze bracia-rycerze mieszkali w domach prowincji austriackiej (ostatni brat-rycerz zmarł w 1970 roku). Po przyłączeniu Austrii do III Rzeszy hitlerowcy zakazali działalności zakonu i skonfiskowali jego dobra, prześladowali także niektórych zakonników. Naziści wykorzystywali jednak często symbolikę zakonu w swojej propagandzie. Dla przykładu tarcza z zakonnym krzyżem stanowiła logotyp nazistowskiej organizacji Bund Deutscher Osten.

#### Zakon w Czechosłowacji i Czechach
Po II wojnie światowej w Czechosłowacji władze znacjonalizowały dobra zakonne (skonfiskowane już przedtem przez nazistów), zarzucając zakonowi, że działał wraz z hitlerowcami na rzecz germanizacji i popierał władze nazistowskie (podczas gdy właśnie władze III Rzeszy zakon prześladowały), a nawet że mordował Słowian w średniowieczu. Zakonnicy odwołali się do czechosłowackiego Najwyższego Sądu Administracyjnego, który orzekł nieważność konfiskaty, ale wskutek przejęcia władzy przez komunistów pozostała ona w mocy.
Większość zakonników zmuszona została do emigracji, część z nich narodowości czeskiej została, ale była szykanowana przez władze. Dopiero w 1989 doszło do ponownej rejestracji zakonu. Od tego czasu stara się on (w większości bezskutecznie) odzyskać swoje dawne mienie. Obecnie siedzibą prowincjała i sióstr zakonnych jest Opawa, a familiarów Bruntal. Oprócz prowadzenia kilku parafii zakon współpracuje też z władzami samorządowymi przy renowacji zabytkowych obiektów w przeszłości do niego należących. Prowadzi również własne gimnazjum w Ołomuńcu. Mottem zakonu jest Pomagać, leczyć i bronić.

#### Zakon wXXI stuleciu
Siedzibą wielkiego mistrza był po 2000 roku dom zakonny w Wiedniu przy Singerstraße 7, obok archikatedry św. Szczepana. Austriackie zakonnice miały swój dom we Friesach. Oprócz Austrii zgromadzenie miało swe domy również w Niemczech (Weyarn, Frankfurcie nad Menem, Darmstadt, Wetter (Hessen) i w Sielenbach; zakonnice w Passawie), Włoszech (Lana), Słowenii (Lublana; zakonnice w Ljutomerze), Słowacji (podlegał prowincjałowi w Opawie, konwent w Topoľčanach) i Belgii (Alden Biesen). Zakon kierował parafiami, prowadził pracę duszpasterską, sprawował opiekę duchową w szpitalach zakonnych, prowadził placówki służby zdrowia, domy starców i domy dziecka.
W XXI stuleciu zakon składał się z czterech gałęzi: braci zakonnych (kapłanów (ojców) i nie-kapłanów składających śluby zakonne), księży oblatów (księży nie składających ślubów), sióstr zakonnych (składających śluby zakonne) oraz familiares (familiarów) – przynależących do zakonu osób świeckich i duchownych diecezjalnych. Najbardziej zasłużeni familiarzy należeli do grupy rycerzy honorowych; byli nimi m.in. arcybiskup Wiednia Franz kardynał König, książę Liechtensteinu Franciszek Józef II, arcybiskup Kolonii kardynał Joachim Meisner czy Otto von Habsburg, a następnie Karol Tomasz Habsburg. Familiares, których było w sumie około sześciuset, zorganizowani byli w pięć baliwatów (Niemiecki, Austriacki, Rzymski, Południowego Tyrolu oraz Czech, Moraw i Śląska) i jedną komturię (Alden Biesen w Belgii).
Wszystkie cztery gałęzie podporządkowane były wspólnemu przełożonemu – wielkiemu mistrzowi – opatowi. Wielkim mistrzem wybrany w 2018 roku został na sześcioletnią kadencję ks. Frank Bayard.

Herb wielkiego mistrza krzyżackiego Franka Bayarda (od 2018 r.)

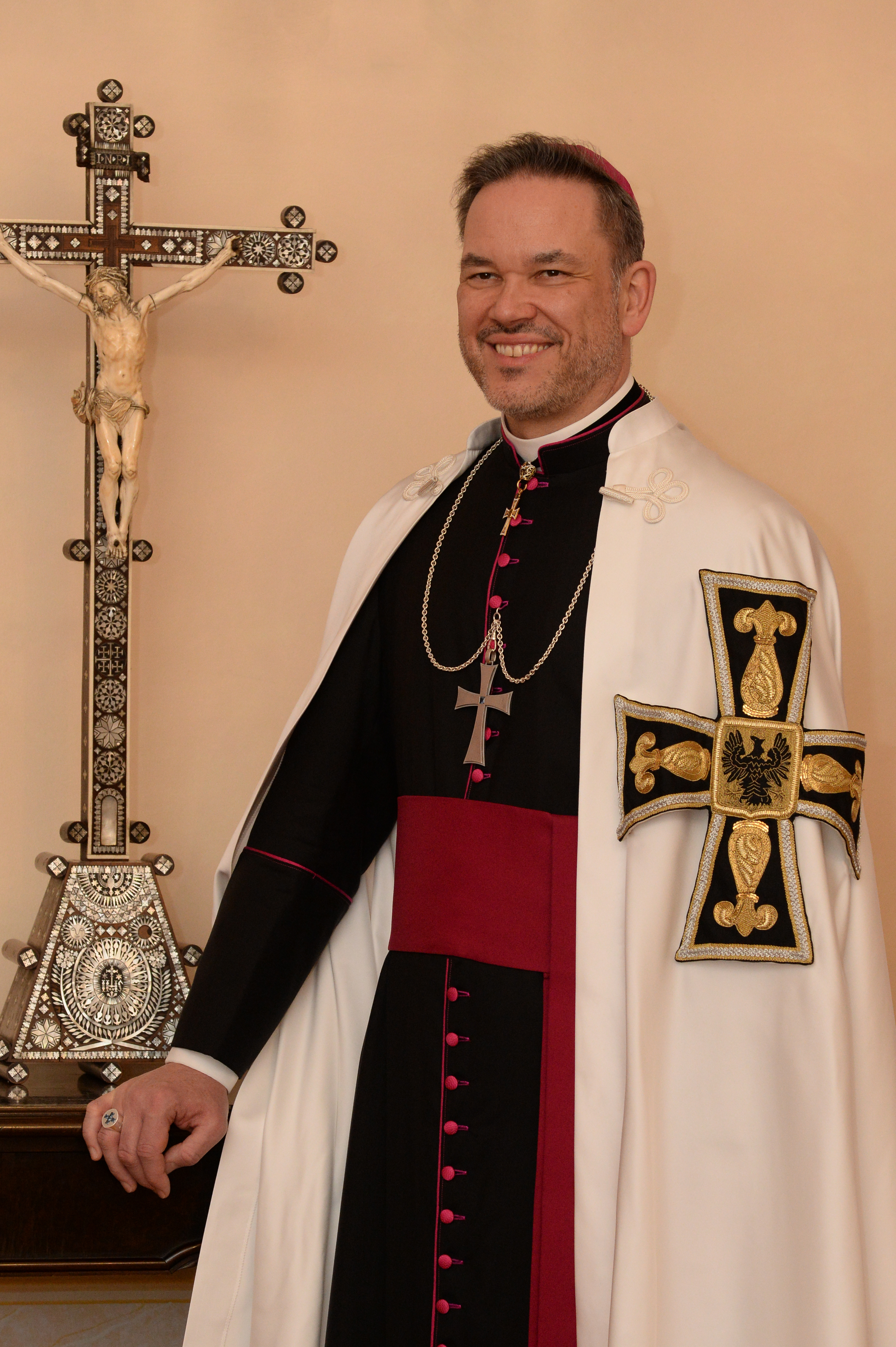
Wielki mistrz zakonu od 2018 r. – Frank Bayard

W skład zbierającej się co sześć lat kapituły generalnej według reguły zakonu wchodzili: aktualnie urzędujący wielki mistrz, były wielki mistrz, radcy generalni, prokurator generalny (łącznik zakonu ze Stolicą Apostolską mieszkający w Rzymie), sekretarz generalny, ekonom generalny, priorzy (stojący na czele prowincji zakonu), po jednym delegacie z prowincji zakonnych, wybrana przez kapitułę siostra-asystentka generalna, siostry przełożone prowincji i po dwie siostry delegowane przez kapituły prowincjonalne. W sprawach dotyczących familiarów mają głos delegacje „komturii rzymskiej” i poszczególnych baliwatów.
W sumie do zakonu w roku 2010 należało 87 braci (66 ojców i 11 braci bez święceń kapłańskich, w tym kleryków), 9 oblatów, 154 sióstr zakonnych oraz około 750 familiarów (dane o familiarach z roku 2007). Reguła zakonu niemieckiego oparta była w XXI stuleciu na zasadach augustiańskich i dlatego członkowie zakonu niemieckiego, obok kanoników laterańskich, premonstratensów (norbertanów) byli zaliczani do grupy kanoników regularnych.
Członkowie zakonu – według reguły nosili strój zgodny z gałęzią do której należeli. Nowicjusze zakonu przywdziewali czarną sutannę przepasaną pasem oraz czarny płaszcz. Po ślubach czasowych otrzymywali czarny płaszcz z krzyżem zakonu oraz dodatkowo nosili na szyi krzyż zakonny. Po ślubach wieczystych w sutannę „na stałe” zostawał wpięty krzyż zakonny, zaś zamiast czarnego płaszcza bracia nosili biały płaszcz z czarnym krzyżem. Kandydaci na księży oblatów nosili najpierw szary płaszcz, zaś później szary płaszcz z czarnym krzyżem. Siostry zakonne nosiły czarne habity oraz biały welon oraz podobnie jak bracia krzyż przewieszony na szyi. Familiarzy świeccy nosili na świeckim ubraniu czarny płaszcz z krzyżem zakonnym, zaś duchowni diecezjalni do sutanny w kolorze zgodnym z ich godnością i komży czarny mucet z krzyżem zakonnym i krzyż na szyi.

## Protestancki Baliwat Utrechcki
Należy odnotować również, wywodzący się z tradycji tego zakonu, Baliwat Utrechcki Zakonu Teutońskiego w Niderlandach rozwijający się pod opieką tamtejszej monarchii. Baliwat Utrechcki wydzielił się z zakonu krzyżackiego w 1580 r. po sekularyzacji zakonu w Prusach. W 1637 r. kalwińscy członkowie zakonu z Niderlandów całkowicie zerwali podległość papieżowi. Członkostwo w nim ograniczone jest do wyznawców kalwinizmu. Na jego czele stał od 1977 roku komtur krajowy Paweł Antoni baron van der Borgh tot Verwolde.

## Zakon krzyżacki w kulturze

### Kultura polska
- Konrad Wallenrod, powieść poetycka Adama Mickiewicza z 1828,
- Krzyżacy 1410 powieść historyczna Józefa Ignacego Kraszewskiego z 1874,
- Kunigas, powieść historyczna Józefa Ignacego Kraszewskiego z 1881,
- Krzyżacy, powieść Henryka Sienkiewicza z 1900,
- Krzyżacy, film fabularny z 1960 w reżyserii Aleksandra Forda,
- Kazimierz Wielki, film fabularny z 1975 w reżyserii Ewy Petelskiej i Czesława Petelskiego,
- Znak orła, serial telewizyjny z 1977 w reżyserii Huberta Drapelli,
- Przyłbice i kaptury, serial telewizyjny z 1985 w reżyserii Marka Piestraka na podstawie powieści Kazimierza Korkozowicza pod tym samym tytułem,
- Habit i zbroja, film dokumentalny z 2017 w reżyserii Pawła Pitery.
- Korona królów, polski serial telewizyjny z 2018

### Kultura niemiecka
- Die Marienburg, powieść Marie Frey z 1860,
- Heinrich von Plauen, powieść Ernsta Wicherta z 1881, która doczekała się wielokrotnych wydań w Niemczech, również po II wojnie światowej,
- Die Schlacht bei Tannenberg, dramat Richarda Elsnera z 1883,
- Die Marienburg, opowiadanie Curta Kühnasa z 1886,
- Heinrich von Plauen, dramat Jakoba Baxy z 1895, w którym Henryk przedstawiony jest jako ofiara zawiści innych zakonników,
- Die Burg, powieść Ilse Schönhoff-Riem z 1899, w której zamku malborskiego bronią m.in. posiłki z Gdańska,
- Die Schwertbrüder, powieść Bernharda Blume z 1901, w którym jeden z obrońców zamku malborskiego przedstawiany jest jako wcielenie ducha pruskiego,
- Heinrich von Plauen, dramat Wernera Jäkla z 1902,
- Das Ende der Marienburg, dramat Herberta Eulenberga z 1918,
- Lose der Liebe, powieść Raimunda Friedricha Kaindla z 1924,
- Die Burg im Osten, powieść Wilhelma Kotzde-Kottenrodta z 1925,
- Geier um Marienburg, powieść Wernera Jansena z 1925 (stutysięczny nakład), zawierająca erotyczne wątki z życia Ulricha von Jungingena i Henryka von Plauen,
- Witowd und Jagiello, powieść Walthera Haricha z 1932,
- Heinrich von Plauen, dramat Maxa Halbego z 1933, w którym autor, składając symbolicznie hołd Adolfowi Hitlerowi obrzuca inwektywami Polaków i króla Jagiełłę,
- Schwarzer Adler, powieść Gerharda Schultze-Pfaelzera z 1935,
- Ordensritter, ohne Wurzel - Spreu im Wind, powieść Gottfrieda Freya z 1936, w której Ulrich von Jungingen obiecuje sobie, że po bitwie pod Grunwaldem zostanie królem Polski,
- Die Sakramentsritter, epopeja Paula Nieborowskiego (pod pseudonimem Waldemar von Marienburg) z 1936, skrajnie szowinistyczne, pełne patosu dzieło, które prof. Jan Chodera określił jako objaw patologicznej nienawiści renegata, który dał upust swoim kompleksom,
- Rebellion um Preussen, dramat nazisty Friedricha Bethgego z 1938, w którym część młodych Krzyżaków buntuje się przeciwko grupie konserwatywnych rycerzy,
- Gen Ostland woll’n wir reiten, opowiadanie Heinricha Bauera,
- Marienburg-Festspiel, sztuka Ernsta Hammera,
- Tannenberg, sztuka Ernsta Hammera,
- Tannenberg, sztuka Georga Basnera,
- Der Schuss in den Remter, opowiadanie Friedricha Fuchsa,
- Die Knappen, sztuka Otto Sostmanna,
- Der Ordensritter, dramat Otto Sostmanna, w którym młody, ranny Krzyżak przezwycięża dylemat moralny i odrzuca miłość do pięknej Polki, dochowując wierności zakonowi,
- Blume-Festspiel, sztuka Ernsta Hammera,
- Freiheit, powieść Hedwig von Redern[21].

### Pozostałe
- Údolí včel (Dolina pszczół), film fabularny z 1968 w reżyserii Františka Vláčila.